# طاووسک لاجوردی
طاووسک لاجوردی (نام علمی: Porphyrio flavirostris) (به انگلیسی: Azure gallinule)، یک گونه از پرندگان خانواده یلوگان است که در آرژانتین، بولیوی، برزیل، کلمبیا، اکوادور، گویان فرانسه، گویان، پاراگوئه، پرو، سورینام، ترینیداد و توباگو و ونزوئلا یافت می‌شود.
نوک و سپر پیشانی به رنگ سبز مایل به زرد کم‌رنگ است. پوشش بال‌ها به رنگ سبز مایل به آبی و پشت و دم قهوه‌ای‌تر است. گلو و زیرتنه سفید و پاها زرد است.